# Хилл-Ривер (тауншип, Миннесота)
Хилл-Ривер (англ. Hill River) — тауншип в округе Полк, Миннесота, США. На 2000 год его население составило 162 человека.

## География
По данным Бюро переписи населения США площадь тауншипа составляет 93,9 км², из которых 90,5 км² занимает суша, а 3,4 км² — вода (3,67 %).

## Демография
По данным переписи населения 2000 года здесь находились 162 человека, 67 домохозяйств и 52 семьи. Плотность населения —  1,8 чел./км². На территории тауншипа расположено 80 построек со средней плотностью 0,9 построек на один квадратный километр. Расовый состав населения: 96,91 % белых и 3,09 % приходится на две или более других рас.
Из 67 домохозяйств в 28,4 % воспитывались дети до 18 лет, в 65,7 % проживали супружеские пары, в 9,0 % проживали незамужние женщины и в 20,9 % домохозяйств проживали несемейные люди. 19,4 % домохозяйств состояли из одного человека, при том 9,0 % из — одиноких пожилых людей старше 65 лет. Средний размер домохозяйства — 2,42, а семьи — 2,75 человека.
21,0 % населения — младше 18 лет, 6,8 % — в возрасте от 18 до 24 лет, 22,2 % — от 25 до 44, 25,9 % — от 45 до 64, и 24,1 % — старше 65 лет. Средний возраст — 45 лет. На каждые 100 женщин приходилось 100,0 мужчин. На каждые 100 женщин старше 18 приходилось 106,5 мужчин.
Средний годовой доход домохозяйства составлял 32 917 долларов, а средний годовой доход семьи —  35 000 долларов. Средний доход мужчин —  33 750  долларов, в то время как у женщин — 17 679. Доход на душу населения составил 18 044 доллара. За чертой бедности находились 1,5 % семей и 6,2 % всего населения тауншипа, из которых 13,5 % младше 18 лет.